# Evangelische Kirche Mitterode

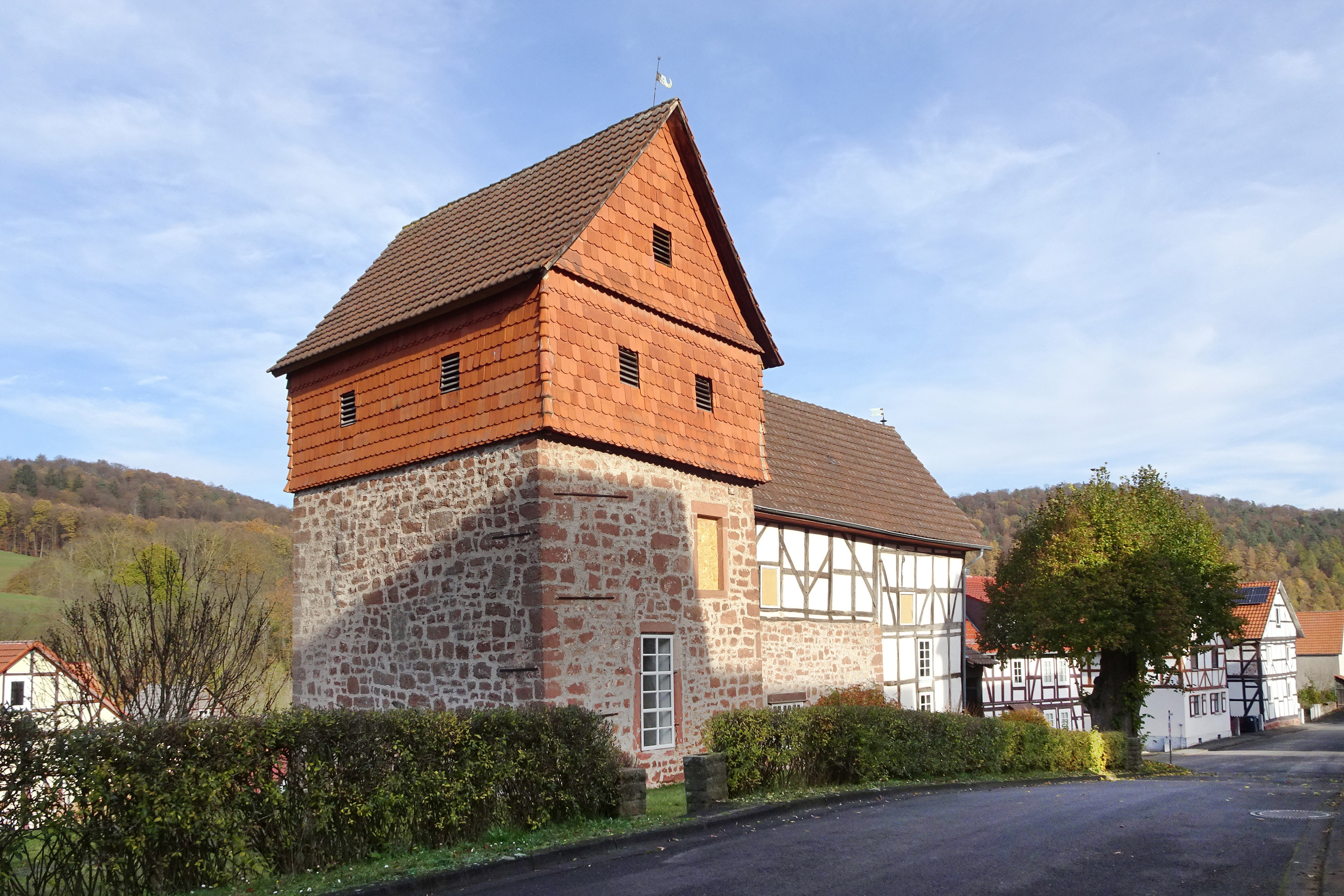
Der ehemalige Wehrturm wurde nach einer Aufstockung sowie An- und Umbauten zur Kirche des Ortes

Die evangelische Kirche in Mitterode, einem Ortsteil der Stadt Sontra im nordhessischen Werra-Meißner-Kreis, ist ein denkmalgeschütztes Gebäude, deren Mischbau aus massivem Mauerwerksverband und Fachwerk ihre wechselvolle Baugeschichte zeigt. Die kleine Dorfkirche, die auch St.-Nikolaus-Kirche genannt wird, zählt zu den sogenannten Bauernbarockkirchen im nordöstlichen Hessen, deren Innenräume eine üppige Ausmalung mit Wolkenhimmeln, Engeln, Landschaften und Rankenwerken schmücken. Die Kirchengemeinde Mitterode ist mit den Gemeinden Hoheneiche und Wichmannshausen in einem Kirchspiel verbunden, das zum Kirchenkreis Werra-Meißner im Sprengel Kassel der Evangelischen Kirche von Kurhessen-Waldeck gehört.

## Geschichte
Das als eine Rodungssiedlung entstandene Mitterode wurde erstmals im Jahr 1195 urkundlich erwähnt: Als „Mutherodt“, in einem Schriftstück, in dem Papst Celestinus III. dem Kloster Germerode den Besitz von Höfen und Dörfern bestätigte. Wer die ersten Siedler waren, ist nicht bekannt, es fehlen jegliche schriftlichen Zeugnisse. Da in dieser Zeit der Bereich zu dem thüringischen Reinichgau (Ringgau) gehörte, vermuten die Heimatforscher, dass die Gründer Mitterodes thüringische Untertanen waren, die in den Wäldern einen Burgsitz errichteten und zu ihrem Schutz zuerst einen zweigeschossigen Wehrturm bauten. Nach dem Umzug der Bauherren, die sich später „von Müterode“ nannten, nach Wellingerode entwickelte sich das Gehöft zum Dorf. Der Turm wurde nach An- und Umbauten und einer Aufstockung zur Kirche des Ortes. Das Kirchenregister verzeichnet, dass sie einst zu Ehren St. Nicolos errichtet worden sei.

## Gebäude
Die Kirche bestand ursprünglich nur aus dem mächtigen Wehrturm, der zum sakralen Gebrauch umgebaut wurde. Die Sandsteinmauern der zwei Geschosse des Turmes wurden bis zum Einbau der Fenster nur durch kleine Schlitzscharten durchbrochen, von denen noch einige sichtbar sind. Als mit der wachsenden Zahl der hier lebenden Menschen das Gotteshaus zu klein geworden war, wurde der Kirchenraum durch ein kurzes, schmales Schiff in massivem Mauerwerk an der östlichen Seite des Turms erweitert. Nach der teilweisen Zerstörung im Dreißigjährigen Krieg wurden Turm und Schiff mit Fachwerkobergeschossen erhöht und später durch einen Fachwerkanbau verlängert. Beim Einfügen der Emporen und des Tonnenhimmels wurde das Obergeschoss des Turms mit in das Innere des Raumes integriert. Zuvor diente dieser Teil als eine Art Vorratsraum für Notzeiten.

## Ausstattung
Das Kircheninnere verfügt über eine üppige Ausmalung der Holztonnendecke und der Brüstungsfelder der Empore. Der obere Raumschluss öffnet sich zum Himmelsgewölbe, auf dessen blauem Grund gleichzeitig Sonne und Sterne sichtbar werden. Zwischen den Wolken tummeln sich Engel, die mit ihren Spruchbändern zum Lob Gottes auffordern. Die Ausmalungen, die in das erste Viertel des 18. Jahrhunderts datiert werden, waren lange unter einem Ölanstrich verborgen. Als dieser im Sommer des Jahres 1953 erneuert werden sollte, wurden sie bei der Reinigung der Holzteile freigelegt.
Die Mitteröder Kirche wird zu den rund zwanzig protestantischen Bauernbarockkirchen im nordöstlichen Hessen und Westthüringen gezählt, deren gemeinsames Merkmal ist, dass ihr Gewölbe nicht nur aus Stein, sondern vor allem aus Holz konstruiert wurde. Diese Gotteshäuser sind meistens mittelalterliche, vorreformatorische Gebäude, die entweder im Dreißigjährigen Krieg zerstört wurden oder in Verfall gerieten und erst zu Beginn des 18. Jahrhunderts wieder aufgebaut oder umgebaut wurden.
Die Kanzel und das Gestühl stammen aus der zweiten Hälfte des 16. Jahrhunderts. Ein zu Beginn des 17. Jahrhunderts fertiggestelltes Epitaph zeigt die Darstellung der Kreuzigung Jesu und zu Füßen des Kreuzes die Stifter Valentin Wedemann und seine Frau. Der Mitteröder Pfarrer war 1601 im Alter von 26 Jahren verstorben und wurde in der Kirche vor dem Altar beigesetzt.

## Glocken
Die erste große Glocke für Mitterode stiftete Hans von Diede zum Fürstenstein im Jahr 1595. Sie soll zwischen 650 und 700 Pfund gewogen haben. Beim Silvestergeläut zum Jahr 1927 bekam sie einen Riss, der immer größer wurde und sie unbrauchbar werden ließ. In Apolda wurde sie kurze Zeit später umgegossen. Die Diede zum Fürstenstein hatten auch das Kirchenpatronat inne, bis 1807 die adelige männlichen Linie erlosch.
Der Ortschronist Adam Ackermann vermutet, dass die Kirche davor nur eine kleine Turmglocke besessen hatte. Nachdem diese im Lauf der Zeit mehrmals gesprungen war, wurde sie in den 1820er Jahren bei Henschel in Kassel umgegossen und zugleich vergrößert. Während des Ersten Weltkriegs musste sie abgeliefert werden, um aus ihrem Metall Kriegsgerät herzustellen. Sie blieb jedoch auf dem Bahnhof in Hoheneiche liegen und wurde nach dem Kriegsende zurückgeholt und an ihren alten Platz gebracht. Im Zweiten Weltkrieg musste sie ebenfalls abgeliefert werden, kam dieses Mal aber nicht wieder zurück.
Die zweite größere Glocke wurde im Jahr 1957 angeschafft und dazu kam noch eine kleine gestiftete Glocke, so dass die Gemeinde seit dieser Zeit drei Turmglocken besitzt.

## Orgel

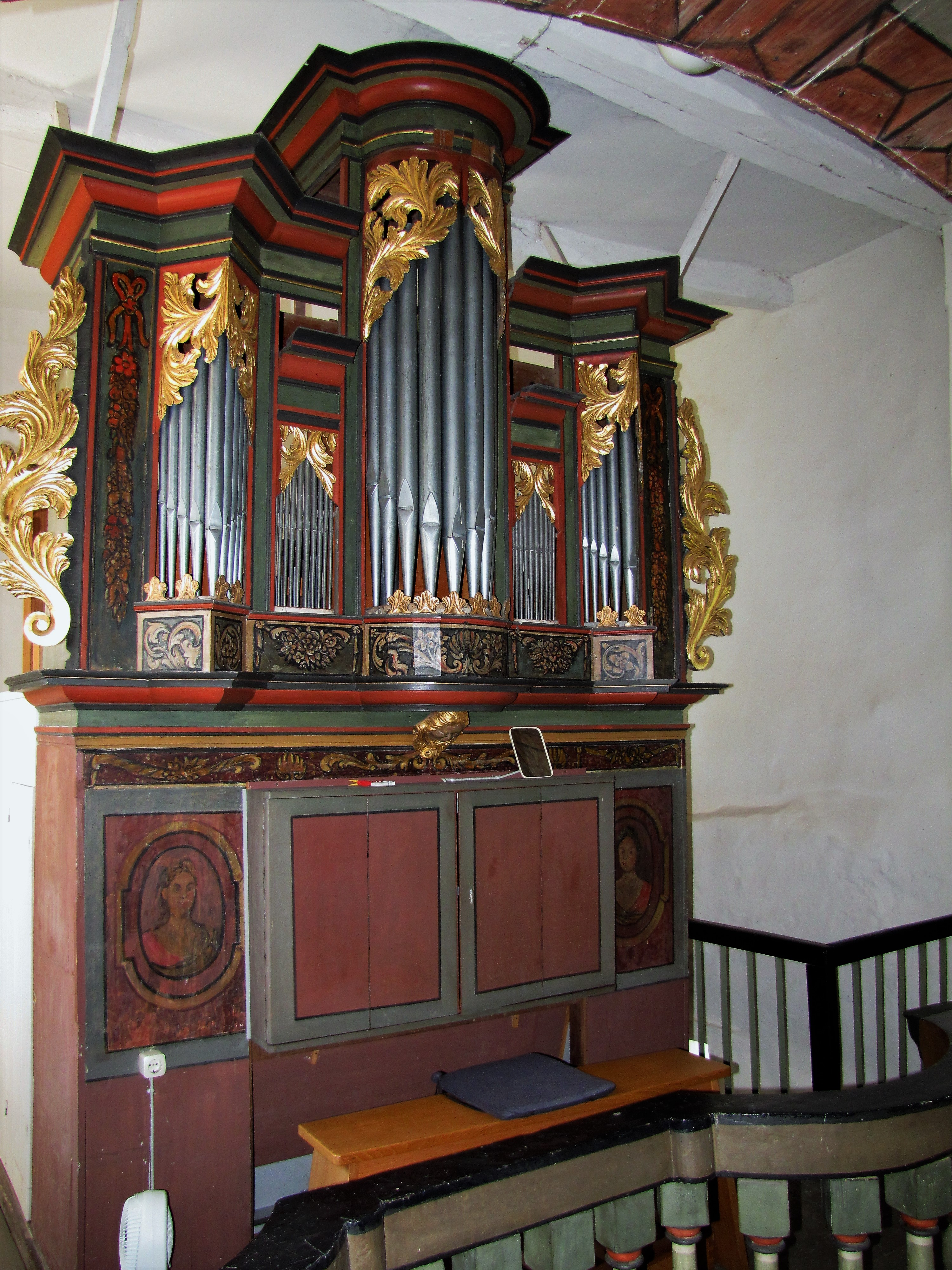
Die Dauphin-Orgel aus dem Jahr 1728 auf der Westempore

Die Orgel baute im Jahr 1728 Johann Eberhard Dauphin. Dauphin (* um 1670) war der Spross einer hugenottischen Familie aus Dörna bei Mühlhausen in Thüringen. Das Orgelbauerhandwerk erlernte er bei dem Mühlhäuser Meister Johann Friedrich Wender, der eng mit Johann Sebastian Bach zusammenarbeitete. Mit seiner Familie siedelte Dauphin zwischen 1713 und 1715 nach Iba, in die damalige Landgrafschaft Hessen-Kassel über und schuf hier zahlreiche Orgelbauten. Innerhalb des nordhessischen Raumes lassen sich acht Orgeln nachweisen, einschließlich der drei Orgeln im Kirchspiel Wichmannshausen. Als letztes Werk baute Dauphin die Orgel in der St. Martinskirche zu Hoheneiche. Unmittelbar nach deren Fertigstellung ist er verstorben. Gemeinsam mit seiner Frau Anna Regina wurde er im April 1731 auf dem damaligen Friedhof neben der Kirche in Hoheneiche begraben.

## Dorflinde

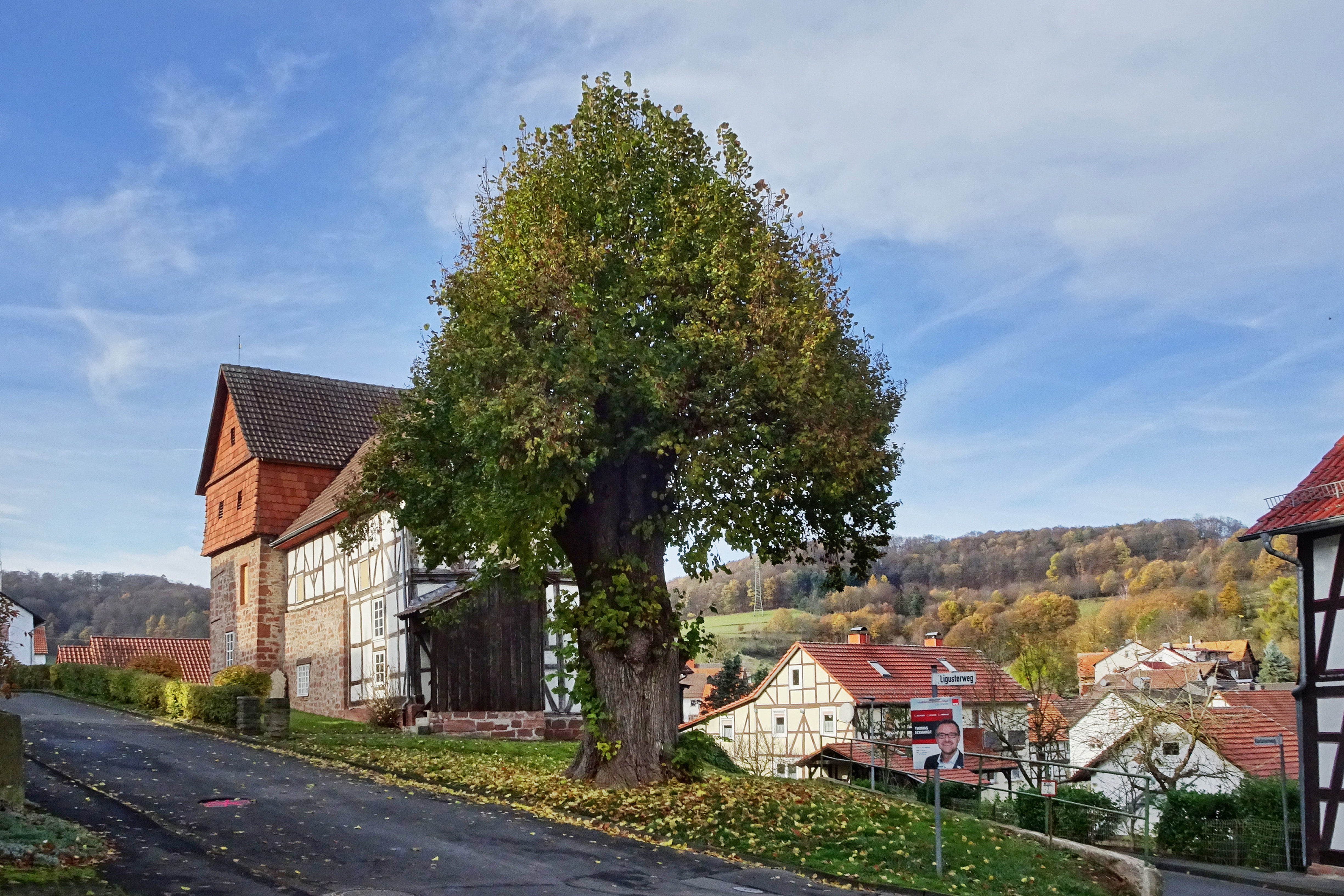
Die alte Dorflinde an der Ostseite der Kirche steht als ein Naturdenkmal unter besonderem Schutz

Das Pflanzdatum der alten Dorflinde an der Ostseite der Kirche ist nicht bekannt, in den Kirchenbüchern wird sie nicht erwähnt. Der Ortschronist Adam Ackermann vermutet, ohne urkundliche Bestätigung, dass sie vielleicht als „Friedenslinde“ um 1648 am Ende des Dreißigjährigen Krieges oder im 18. Jahrhundert anlässlich des Fachwerkanbaus an die Kirche gepflanzt wurde. Auch könnte die Stiftung einer großen Glocke durch Hans von Diede im Jahr 1595 der Grund für die Pflanzung gewesen sein. Dann wäre allerdings der Baum weit über 400 Jahre alt. In der, im Jahr 1984 erschienenen Fotodokumentation Bäume aus dem Werraland des Kunsthistorikers und Fotografen Thomas Wiegand wird das Alter dieses Baumes mit 250 Jahren angegeben. Bereits im Jahr 1936 wurde die Linde als schützenswertes Naturdenkmal ausgewiesen.

## Denkmalschutz
Wegen ihrer geschichtlichen, künstlerischen und städtebaulichen Bedeutung wird die St.-Nikolaus-Kirche als ein Kulturdenkmal geschützt. Im Denkmalverzeichnis des Landes Hessen hat sie die Nummer 38666.